# Compañía Pisquera de Chile
La Compañía Pisquera de Chile S.A. (CPCh) es una empresa filial de Compañía Cervecerías Unidas (CCU), que nació en marzo de 2005 de una asociación estratégica entre CCU y la Cooperativa Agrícola Control Pisquero de Elqui y Limarí Limitada (CPP), con el objetivo de desarrollar el negocio pisquero, mediante la producción y comercialización de pisco y otras bebidas alcohólicas elaboradas sobre la base de pisco. Es uno de los principales actores de la industria del pisco chileno.
El acuerdo entre Pisco Control y CCU (directamente y a través de su filial Pisconor S.A.) contempló un joint venture para constituir una nueva sociedad anónima: "Compañía Pisquera de Chile S.A.", a la cual las partes aportaron activos, marcas comerciales y pasivos. En un inicio, la Compañía Pisquera de Chile fue constituida con una participación de un 66% de CCPl y de un 34% para CCU, a través de Pisconor. Posteriormente CCU adquirió un 46% del capital accionario. 
Así las cosas, en conjunto, CCU y Pisconor poseen el 80% de la Compañía Pisquera de Chile, mientras CCP mantiene el 20%.

## Productos
- Campanario
- Control
- La Serena
- Mistral
- Espíritu De Los Andes
- Ruta Norte
- Tres Erres